# Corsia
Corsia ist eine nur wenig erforschte Pflanzengattung aus der Familie der Corsiaceae. Sie umfasst 25 Arten, die sämtlich blattgrünlos sind und zu ihrer Ernährung Pilze parasitieren. Fast alle Arten sind endemisch auf Neuguinea.

## Merkmale
In ihrem Erscheinungsbild sind die Arten bis auf die Blüten weitgehend einheitlich. Chromosomenzahlen sind nur von den zwei Arten Corsia cornuta und Corsia clypeata bekannt; für beide gilt 2n=18.

### Habitus
Corsia leben weitgehend unterirdisch, nur der selten ausgebildete Blütenstängel wächst oberirdisch. Das kurze, kriechende und mit reduzierten, weißlichen, breit eiförmigen und spitz zulaufenden scheidigen Nebenblättern besetzte Rhizom ist weiß bis gelblich; das feine, fadenförmige und unbehaarte Wurzelwerk ist ebenfalls weißlich, nur schwach verzweigt und wächst weit ausgedehnt in alle Richtungen, jedoch stets oberflächennah. Aus dem Rhizom sprießen mehrere unbehaarte, unverzweigt und aufrecht wachsende Blütenstängel, meist rötlich überhaucht und im Querschnitt rund, die zwischen 10 und 28 Zentimeter hoch werden, das Xylem ist verholzend und nicht perforiert.

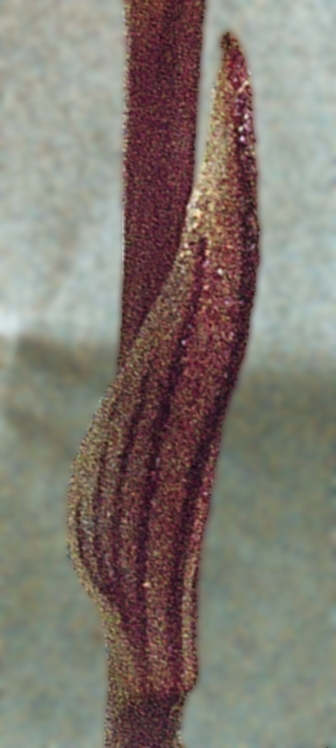
Blatt Corsia spec. II (Parris, s.n. 1981)

### Blätter
Das gleichmäßig über den Stängel verteilte Blattwerk ist auf drei bis sieben breit eiförmige und spitz zulaufende, drei- bis fünfnervige Nebenblätter reduziert, die des Rhizoms sind dabei weniger entwickelt als die rötlichen Nebenblätter am Blütenstängel. Entlang des Stängels wachsen die Nebenblätter wechselständig, an dessen Ansatz dicht spiralförmig. Sie umfassen den Stängel fast vollständig.

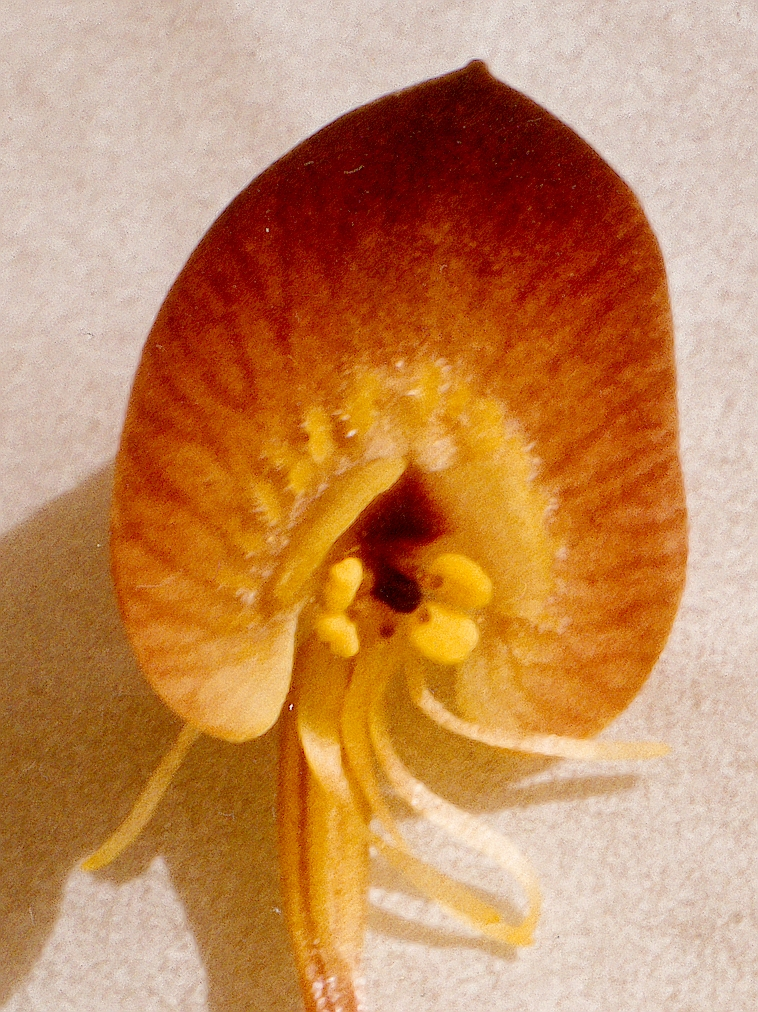
Blüte Corsia spec. II (Parris, s.n. 1981)

### Blüten
Der Wuchs der Corsia-Blüten scheint durch ein klimatisches Wechselspiel von Regen und Trockenheit ausgelöst zu werden, zumeist einer längeren Regenperiode, gefolgt von einigen Tagen Trockenheit. Die zygomorphen und dreizähligen, nickenden Einzelblüten sind endständig. Sie sind blassrot bis braunrot gefärbt, gelegentlich in Kombination mit blassgelb, selten bräunlich-grün.
Die sechs Perigonblätter sind, mit Ausnahme des obersten Blütenblatts, des Labellums, von annähernd gleicher Gestalt und Größe. Sie sind unbehaart und nur selten schwach papillös. Die Blütenblätter der Arten der Sektion Sessilis sind 4 bis 15 (25) Millimeter lang und 0,5 bis 2,5 Millimeter breit, fadenförmig bis linear und herabhängend, die der Sektion Unguiculatis 3 bis 8,5 (12) Millimeter kurz und 1 bis 3,5 Millimeter breit, eiförmig bis länglich und zurückgebogen.
Das Labellum ist gegenüber den anderen Blütenblättern erheblich vergrößert und meist herzförmig, es ist zwischen 5 und 25 Millimetern lang und 4 bis 22 Millimeter breit. Das Labellum umschließt die aufrechte Blütenknospe und überdeckt nach ihrer Öffnung schützend die anderen Blütenorgane. Das Labellum wird von einer einfachen, gelegentlich an der Spitze gegabelten Mittelrippe und sechs bis neun Seitenrippenpaaren durchzogen und ist abseits der Kalli fein behaart.
An seinem Ansatz ist das Labellum zu einem großen, dreieckigen sogenannten Kallus („basaler Kallus“) verdickt, von dem aus warzige oder lamellenförmige Fortsätze der Nervatur folgend ausstrahlen („sekundärer Kallus“). Die Kalli sind gelegentlich behaart oder papillös. Im basalen Kallus finden sich häufig zusätzliche knoten- oder hornförmige Verdickungen. Die Art der Verbindung zwischen basalem Kallus und Gynostemium dient als diagnostisches Merkmal zur Trennung der Gattung in zwei Sektionen: Bei der Sektion Unguiculatis ist das Labellum mit einem Steg aus Kallusgewebe am Gynostemium verwachsen, bei der Sektion Sessilis hingegen unmittelbar breit an der Basis des Labellums.

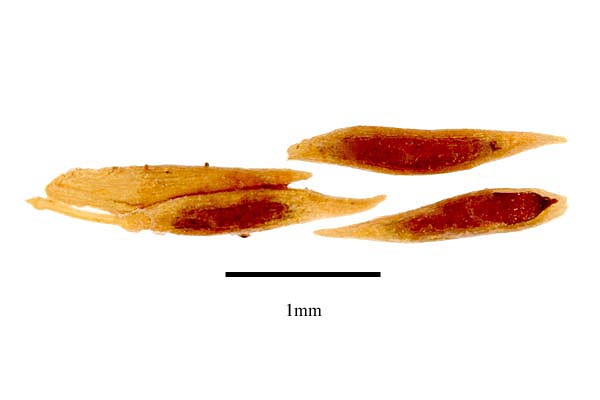
Früchte Corsia ornata

Die sechs seitlich vom kurzen, zylindrischen Griffel abgehenden Staubblätter der zwittrigen Blüten sind am Ansatz miteinander und dem Griffel zu einem Gynostemium verwachsen und bei der voll erblühten Blüte nach außen gebogen. Das Gynostemium ist meist zwischen 0,5 und 1 Millimeter lang, gelegentlich bis 1,5 Millimeter (bei Corsia lamellata 2 bis 4 Millimeter). Die 0,5 bis 1,5 Millimeter langen, oftmals gelben Staubbeutel bestehen aus zwei Abteilungen und öffnen sich entlang eines länglichen Einschnitts, die knopfförmigen Narben sind unverwachsen. Die Blüten sind vollständig protandrisch, indem die über 0,5 bis 1,5 Millimeter Länge freien Staubblätter während der vollständigen Ausbildung der Narben abgestoßen werden.
Der lang-spindelförmige Fruchtknoten ist unterständig. Aufgrund der weit in den Fruchtknoten hineinragenden und streckenweise miteinander verwachsenen Placenten ist er abwechselnd einfächrig und dreifächrig.

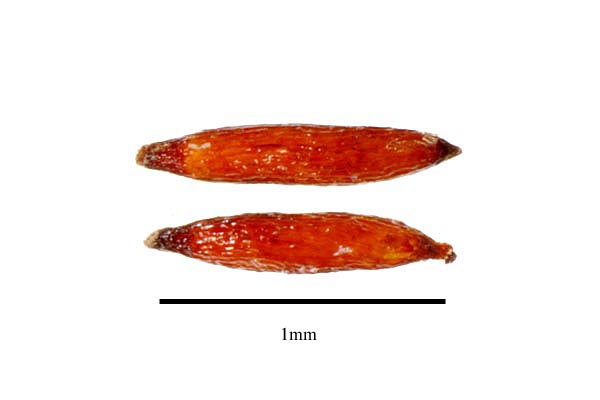
Samen von Corsia ornata

### Früchte und Samen
Nach der Bestäubung (möglicherweise durch Fliegen) verlängern sich die Blütenstiele und eine gelbliche bis braune, bis zu 3,5 Zentimeter lange, schlank zylindrische Kapselfrucht bildet sich. Reif öffnet sie sich entlang dreier länglicher Spalte, die Klappen rollen sich bis zum Ansatz auf und geben so die Placenten frei, an denen die zahlreichen gestielten Samen hängen. Die feilspanförmigen Samen sind zwischen 1 und 3,2 Millimeter lang, rund 0,3 Millimeter dick und hell- bis dunkelbraun. Die Samenschale umschließt das Endosperm fest, ihre Oberfläche ist fein länglich gerillt. Obgleich das Habitat vergleichsweise windstill ist, wird von einer Verbreitung der Samen durch den Wind ausgegangen (Anemochorie).

## Ökologie

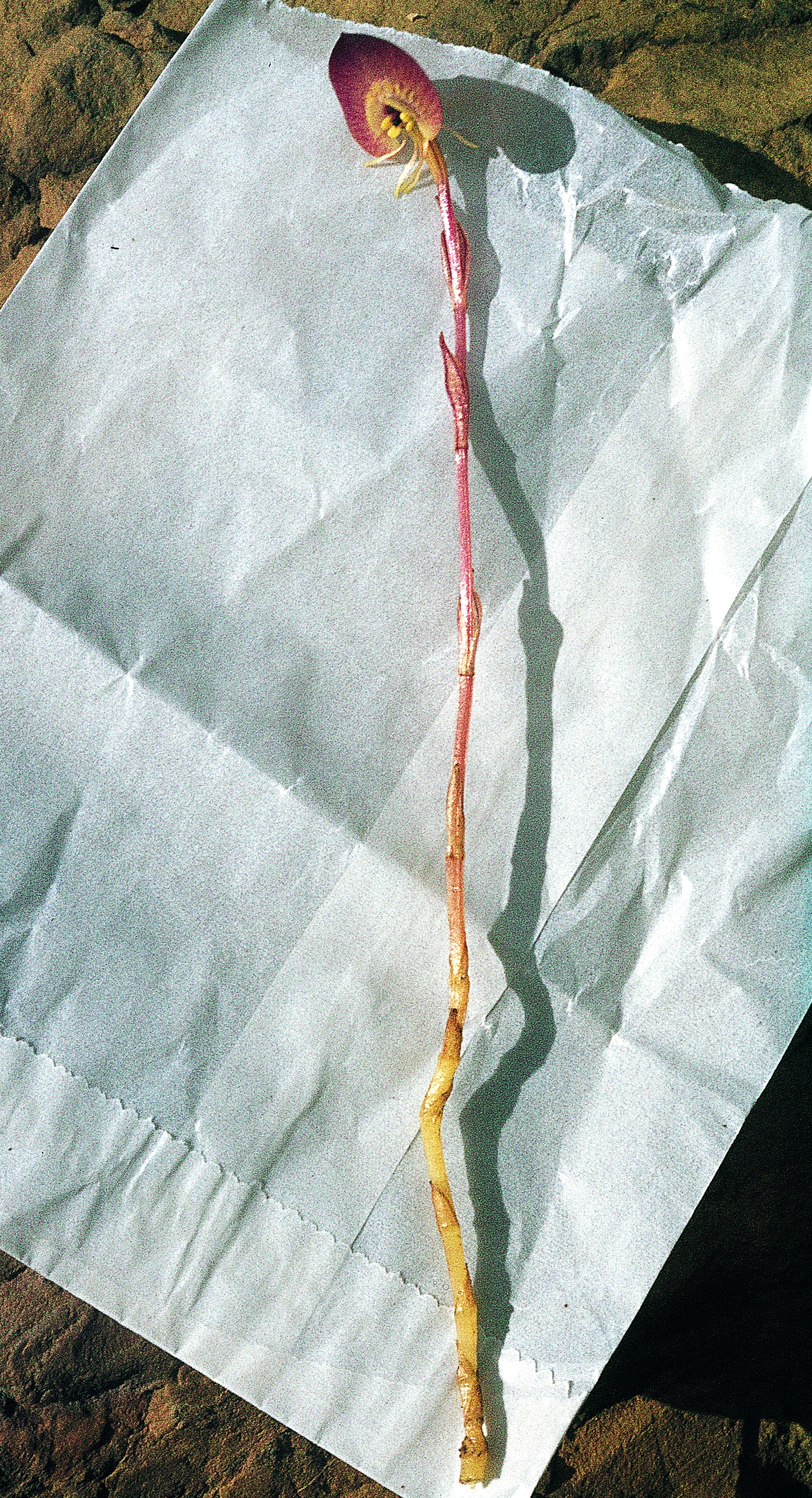
Corsia spec. II (Parris, s.n. 1981) Gesamtansicht

### Verbreitung
Die Gattung Corsia hat mit 21 von 25 Arten ihr Diversitätszentrum in Neuguinea, strahlt jedoch bis auf die Salomonen (Corsia haianjensis, Corsia pyramidata), den Bismarck-Archipel (Corsia purpurata var. wiakabui) und Queensland (Corsia ornata, Corsia dispar) aus.

### Habitat
Sie finden sich in der Regel in Au- oder Bergwäldern aus Buchen oder Eichen, meist in Höhenlagen zwischen 900 und 1500 m, vereinzelt bis 400 und 2700 m auf- bzw. absteigend, und besiedeln lichtarme, unzugängliche, tiefbödige Standorte mit humosen Böden bei hoher Luftfeuchtigkeit in dichter Vegetation. Corsia traten bei den wenigen Sichtungen vergesellschaftet mit anderen myko-heterotrophen Pflanzen wie Burmannia, Sciaphila und Cotylanthera tenuis auf.

### Myko-Heterotrophie
Alle Arten der Gattung haben die Photosynthese aufgegeben und bilden dementsprechend kein Chlorophyll mehr, stattdessen leben sie myko-heterotroph von arbuskulären Mykorrhizapilzen, sind also zur Ernährung vollständig von den Pilzen abhängig.
Corsia werden gelegentlich als Epiparasiten bezeichnet, der Begriff ist jedoch unzutreffend: Alle mykoheterotrophen Pflanzen und mit ihnen die Corsia sind – soweit bekannt – quasi Parasiten am Pilz: Die in die Wurzelzellen der Corsia einwachsenden Hyphen des Pilzes werden nach und nach abgetötet, durch Enzyme verdaut und die Nährstoffe im Wurzelgewebe eingelagert.
Über die beteiligten Wirtsarten ist ebenso wenig bekannt wie über die Frage, ob Corsia-Arten wirtsspezifisch sind oder nicht.

### Status und Gefährdung
In ihrem Verbreitungsgebiet in Neuguinea ist die Gattung nicht nachweislich selten, viele der Arten sind jedoch lokal endemisch, van Royen schrieb: „Almost every mountain range seems to have its own species; […]“ („Fast jeder Gebirgszug scheint seine eigene Art zu haben, […]“).
Aufgrund ihrer zurückgezogenen Lebensweise und der teilweisen Unzugänglichkeit ihrer Habitate lassen sich derzeit keine gesicherten Bestandszahlen für die Arten der Gattung angeben. Es ist jedoch anzunehmen, dass die massive Abholzung der Regenwälder zumindest lokale Endemiten in ihrem Bestand gefährden kann, allein im indonesisch kontrollierten Westteil der Insel (Größe: 422.000 km²) sind für 130.000 km² Holzeinschlagskonzessionen vergeben worden, weitere große Bereiche sind als Nutzungsgebiet ausgewiesen.

## Botanische Geschichte
Die Erstbeschreibung der Gattung erfolgte 1877 durch Beccari anhand der 1875 von ihm selbst am Mount Morait/Vogelkop gesammelten Art Corsia ornata. der Gattungsname ehrt den damaligen Leiter des Botanischen Gartens der Villa Corsi Salviati in Florenz, den Marchese Bardo Corsi Salviati (1844–1907).
1905 beschrieb Friedrich Richard Rudolf Schlechter in den „Nachträgen zur Flora der deutschen Schutzgebiete in der Südsee“ zwei weitere Arten der Gattung (Corsia torricellensis, Corsia unguiculata) und trennte zugleich (wie bereits 1877 von Beccari für möglich gehalten) die Familie der Corsiaceae von den Burmanniaceae ab, zu denen Hooker und Bentham sie 1883 noch gestellt hatten. 1912 folgten erneut zwei Erstbeschreibungen durch Schlechter und zwei weitere 1946 durch Louis Otho Williams.
Die bedeutendsten Beiträge zur Kenntnis der Gattung stellen Pieter van Royens monografische Arbeit Corsiaceae of New Guinea and surrounding areas von 1972, in der er 14 weitere Arten neu beschrieb und die Unterteilung der Gattung in die beiden Sektionen Sessilis und Unguiculatis vornahm, sowie Traudel Rübsamens Dissertation Morphologische, embryologische und systematische Untersuchungen an Burmanniaceae und Corsiaceae (Mit Ausblick auf die Orchidaceae-Apostasioidae) von 1986 dar.
1998 wurde durch Wayne N. Takeuchi und John J. Pipoly III die Varietät Corsia purpurata var. wiakabui erstbeschrieben. Zehn Jahre später wurde sie durch D.L. Jones und B. Gray in den Rang einer Art gestellt, zugleich beschrieben die Autoren die neue Art Corsia dispar.
Die Gattung ist insgesamt nur wenig erforscht. Die Mehrheit aller Arten ist nur von ein oder zwei Aufsammlungen bekannt, dies und der für die Gattung typische lokale Endemismus sowie ihre verborgene Lebensweise erlauben die Vermutung, dass noch weitere, bisher unbekannte Taxa existieren. Mindestens ein Exemplar ist derzeit noch unbeschrieben (Corsia spec. I, Clemens 7879), es wird im Herbarium des BGBM Berlin aufbewahrt.

## Systematik
Die Gattung wird in zwei Sektionen geteilt und umfasst 25 Arten:
Sektion Unguiculatis P.Royen
- Corsia acuminata L.O.Williams
- Corsia cornuta P.Royen
- Corsia dispar D.L.Jones & B.Gray:Nördliches Queensland.[6]
- Corsia purpurata L.O.Williams
- Corsia triceratops P.Royen
- Corsia unguiculata Schltr.
- Corsia viridopurpurea P.Royen
- Corsia wiakabui (W.N.Takeuchi & Pipoly) D.L.Jones & B.Gray

Sektion Sessilis P.Royen
- Corsia arfakensis Gibbs
- Corsia boridiensis P.Royen
- Corsia brassii P.Royen
- Corsia clypeata P.Royen
- Corsia cordata Schltr.
- Corsia crenata J.J.Sm.
- Corsia cyclopensis P.Royen
- Corsia haianjensis P.Royen
- Corsia huonensis P.Royen
- Corsia lamellata Schltr.
- Corsia merimantaensis P.Royen
- Corsia ornata Becc.
- Corsia papuana P.Royen
- Corsia pyramidata P.Royen
- Corsia resiensis P.Royen
- Corsia torricellensis Schltr.
- Corsia wubungu P.Royen